# Cáchira
Cáchira là một khu tự quản thuộc tỉnh Norte de Santander, Colombia. Thủ phủ của khu tự quản Cáchira đóng tại Cáchira Khu tự quản Cáchira có diện tích 1058 ki lô mét vuông. Đến thời điểm ngày 28 tháng 5 năm 2005, khu tự quản Cáchira có dân số 15969 người.